# Perun
Perun (cirill betűkkel Перу́н, ószlávul Пєроунъ)[forrás?] a pogány szláv mitológia főistene, az ég ura, a villámlás, mennydörgés és a termékenység istene. Kultusza valamennyi szláv és balti nép körében elterjedt volt.
A kereszténység felvétele után alakjának egyes aspektusai beleolvadtak Illés prófétáéba (aki mennydörgő és villámló szekérrel jár az égben; ugyanazon a napon, a régi naptár szerint július 20-án tartották meg a napjukat), Mihály arkangyaléba, vagy Sárkányölő Szent Györgyébe.

## Nevének eredete
Perun nevének etimológiájára több elmélet is létezik.
- az egyik változat szerint a "pьrati" ige (üt, csap) és az "-unъ" rag (futó, ugró)[forrás?] kombinációjából született;[6] vagyis jelentése nagyjából "az aki üt" (villámmal és mennydörgéssel) vagy "ütésre biztat". A különböző szláv nyelvekben neve a villámláshoz kapcsolódik: az óukránban перун (mennydörgés), az óbeloruszban пярун (villám), az óoroszban перун (villám), a lengyelben piorun (mennydörgés).[7]
- egy másik elképzelés szerint a görög nyelvből eredhet: a κεραυνός (keravnosz) villámot, a κεραϊζω (keraizo) pusztítást jelent.[6]
- nem túl valószínű a gót "Faírhūns" (hegyek) kifejezéssel való rokonítása vagy az illír nyelvből való eredeztetése.[6]

Perun neve más indoeurópai népek mennydörgésisteneivel is összevethető, ilyen a litván Perkūnas (a szó "villámot" jelent litvánul) a lett Pērkons, az óindiai Pardzsánya vagy a hettita Pirwa. A litvánban a perkūnija ma zivatart, a lettben a pērkons mennydörgést jelent. Egyes kutatók a balti kifejezések rokonainak tartják az óskandináv Fjǫrgynn (az egyik isten neve), Fjǫrgyn (Thor anyja), a gót faírguni (szikla, hegy), a latin quercus (tölgy), az albán perënde (isten) szavakat is.

## Alakja, funkciói

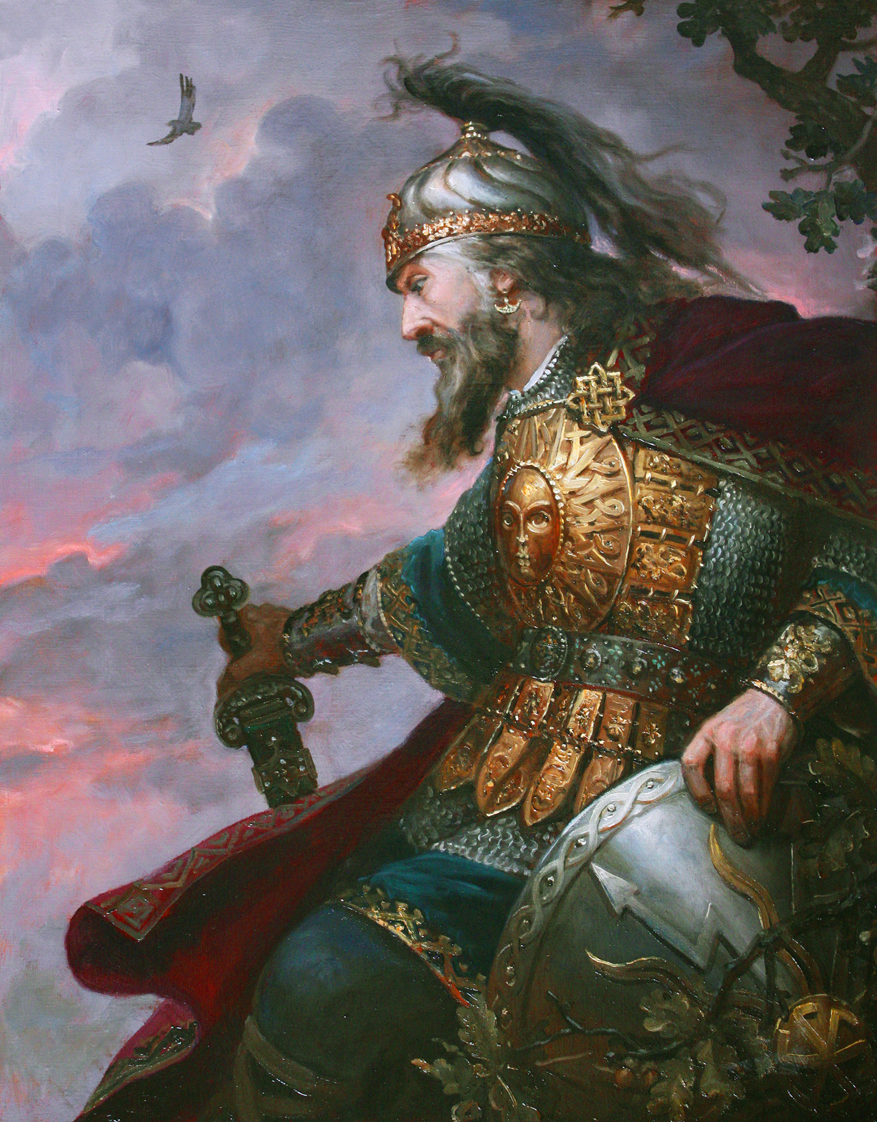
Perun a viharisten (Andrej Siskin képe, 2013)

Perun alakja megfelel más indoeurópai hitvilágok mennydörgésisteneinek (a görög Zeusz, a római Jupiter, a germán Thor, az indiai Indra). Egyes kutatók a görög Hüperión titánnal is rokonítják. Perun fő feladata a villám, mennydörgés kézbentartása és a föld esővel áztatása. Átvette Szvarog (a tűz és vas istene, valamint a harcosok, fejedelmek védelmezője) funkcióit is, így párhuzam vonható a római Marssal és a kelta Taranisszal is. Feltehető, hogy a harcosok védelmezőjeként került a pantheon élére. Az egyes régiókban más-más változatban ismerték Perunt és a Baltikumban funkció szétoszlottak több istenalak (pl. Prove) között.
Perun adja a tüzet; mind a mennyei (villám), mind a földi változatát. A villámcsapás nyomán keletkező fulguritot és a belemniteszek fosszíliáit a szlávok Perun kövének vagy nyilának nevezték. Perun botjának hívták azokat a fadarabokat, amelyeket összedörzsölve tüzet csiholtak. Jelképei is vörhenyes, tüzes színű állatok és növények: a kakas, a borjú, a vaddisznó vagy a kányabangita.
Perun kultuszában gyakran használtak fejszéket és nyilakat, bár eredeti fegyvere valószínűleg (tűzcsiholó) bot vagy bunkó lehetett. Ikonográfiájában (amelyet Illés próféta ábrázolásai utánoztak) Perun lovon vagy kocsin ül és fegyverével lesújt sárkányszerű ellenfelére. Ez az ellenfél eredetileg Velesz (vagy Volosz) isten volt (aki általában sárkány vagy kígyó alakját vette fel), aki Perun elől fában, kőben, emberben, állatban, végül a vízben bújik el. Ezért nem volt szabad vihar idején fa alatt vagy a vízben menedéket keresni, mert Perun Velesz után dobálja a villámait. A villámsújtotta fát nem használhatták fel építésre és a villámcsapástól kigyulladt házat tilos volt oltani.
A harci szekéren utazó isten képe feltehetően az i. e. 3-2. évezredig vezethető vissza, amikor a nomád indoeurópaiak lovak által húzott kétkerekű kocsijaikról harcoltak.
A Radziwiłł-krónikában három képen látható Perun bálványa, mindegyik esetben meztelen férfiként ábrázolják baljában pajzzsal, jobbjában lándzsával, jogarral vagy nyíllal. Adam Olearius 17. századi német utazó a Perun-bálványok kezében nyílra vagy fénysugárra emlékeztető tűzszerszámot látott. Novgorodban két kis Perun-figurát találtak. Az egyik ólomból készült és hosszú inges, bajszos férfit ábrázol; a másik fémfigura szintén iget, valamint sapkát visel, kezét csípőre teszi.

## Kultusza

### Jellemzői

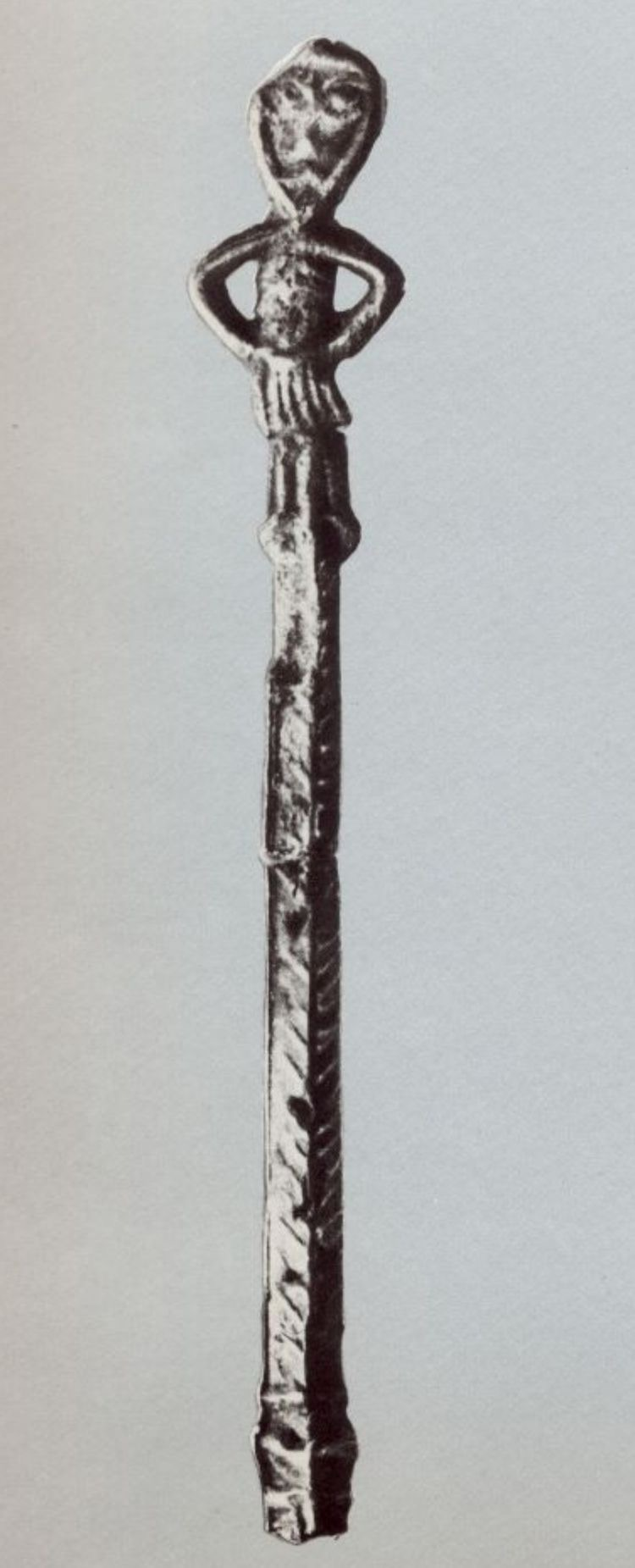
12. századi novgorodi Perun-figura

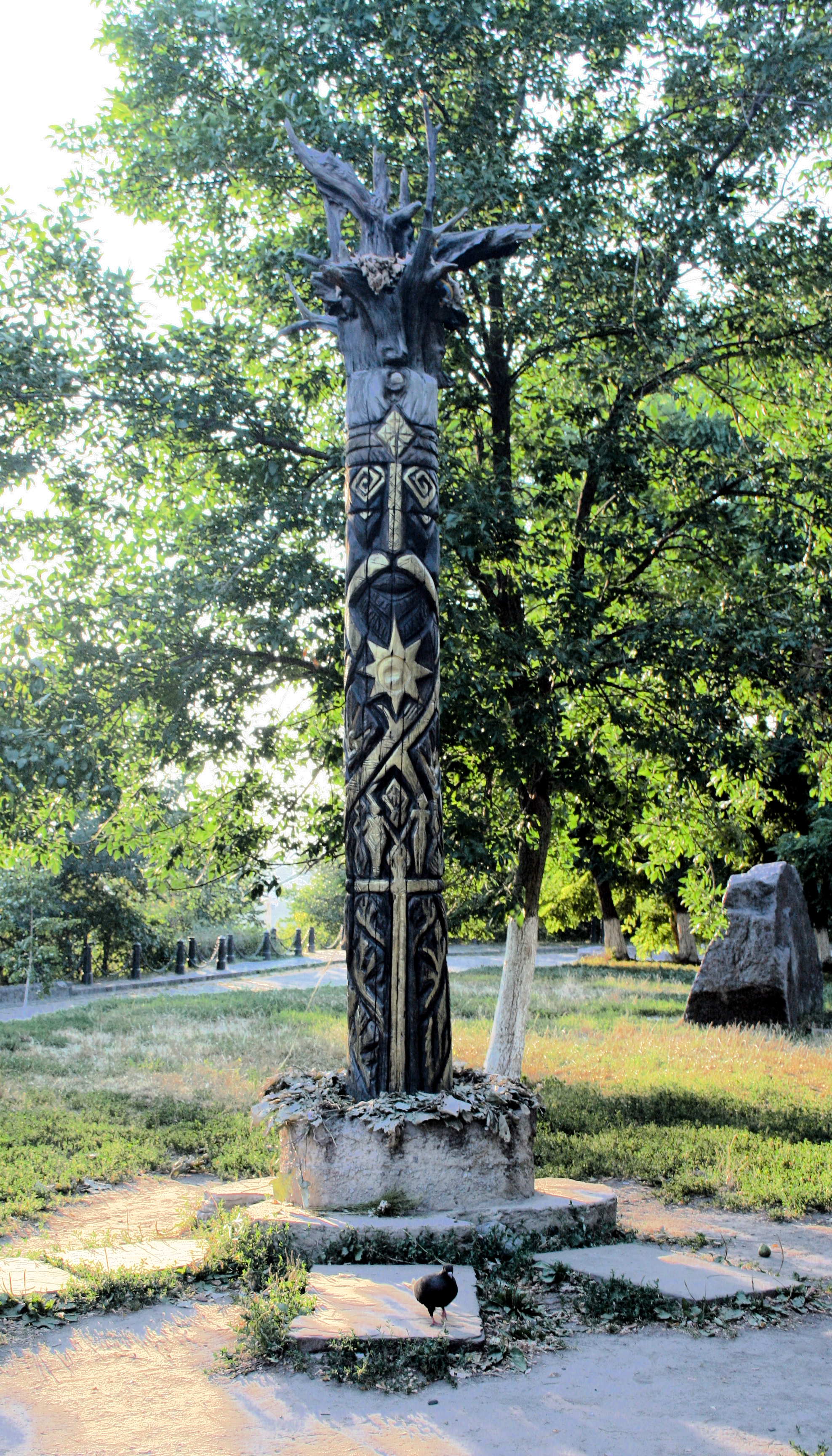
2012-ben állított kijevi Perun-szobor

Perun kultusza a szláv és balti törzsek körében volt elterjedt. Egyes történészek feltételezése szerint egyes elemeit a skandináv Thor kultuszából vették át (mint pl. fegyverek elhelyezése a bálvány lábánál). Mindenesetre Vlagyimir kijevi nagyfejedelem azután is állított Perun-bálványokat Kijevben és Novgorodban, hogy politikailag eltávolodott kíséretének varég (skandináv) tagjaitól.
A balti-szláv néphit szerint Perun kővillámmal, "mennykővel" sújtott le és ezen köveket (fulguritok, belemniteszkövületek) talizmánként használték: betették a gyerekek bölcsőjébe, elapadt tehén tőgyét dörgölték vele, a délszlávok pedig a háztető alá dugták, hogy megvédjék a házat a villámcsapástól. "Perun nyilát" szembajok, szemmelverés ellen, a szülés könnyítésére is használták.
Az isten egyik jelképe a fejsze volt, amit (akárcsak a nyilát) a szülő nő ágya vagy az istálló küszöbe alá dugtak, vagy vetés során a mezőn kirakták, hogy védje a termést a jégveréstől. Perun fegyverei megvédtek a tisztátalan szellemektől és a betegségtől is. Innen jön az a szláv szokás is, hogy az első tavaszi zivatar mennydörgésekor megütik a fejüket kővel vagy vassal. Feltételezik, hogy Perun fegyvere eredetileg kőből készült és azután vált kovácsistenné, mikor az i. e. 2. évezredben Kelet-Európában is elterjedt a fémművesség.
Perunt hívták segítségül aszály idején is. Bulgáriában ha esőre volt szükség, a gyerekek kiválasztottak egy serdülő lányt (lehetőleg olyan idős asszony utolsó gyermekét, aki már nem volt képes újból megfoganni), aki csak virágokba, levelekbe, fonott fűbe öltözött és vele együtt körbetáncolták a falut és közben az öregasszonyok vízzel öntötték le a lányt. A lányt Bulgáriában és Macedóniában Perepunának (Perun feleségének), Peperunának, Görögországban Perperunnak, Albániában Perperonnak, Romániában Pirpirunnak hívták; másik neve Dodola, Dudul vagy Didul. [39]. Egy másik bolgár szokás szerint ha esőre van szükségük, körtánc során úgy tesznek, mintha kígyóra vadásznának. A szláv néphit úgy tartja, hogy Perun (Illés próféta) napján a gonosz lelkek kígyóvá változnak és ilyenkor a kígyókat bottal agyonverik. Tilos megenni az ezen a napon fogott halat is, mert abban is ördög lakozhat. Szintén tiltott kiabálni, nagyra tátani a szájat, mert akkor azon keresztül a gonosz bebújik az emberbe.
Perun napját július 20-án ülték meg, amely a kereszténység felvétele után Szent Illés napjává vált. Július 12-én állatot (kost vagy bikát) áldoztak az istennek. Illés jórészt átvette Perun feladatait, ő uralja a viharfelhőket, biztosítja a jó termést és villámokkal űzi el az ördögöket.
Perun kultuszának egyik jellegzetessége a tölgyfák, tölgyligetek tisztelete. Bíborbanszületett Konstantin bizánci császár feljegyezte, hogy a Dnyeper szigetén, Horticján állt a szlávok szent tölgyfája, amely alatt élő kakasokat, kenyeret és húst áldoztak és nyilakból kört formáltak. Lev Danyilovics halicsi fejedelem egyik 1302-es adománylevelében birtokhatárként említi Perun tölgyét. 1909-ben és 1975-ben is találtak a Dnyeper medrében olyan ősi tölgytörzseket, melyekbe négyzet alakban vaddisznóagyarakat ékeltek; a második esetben a kormeghatározás szerint a fa a 8. századból származott.
Bálványait általában dombtetően állították fel, ezért is neveztek el számos dombot, hegyet róla. A Harmadik novgorodi krónikában említik "Perin dombját", amelynek bálványait 991-ben döntötték le. Az itteni pogány szentély maradványait a 20 században régészek tárták fel. Az isten neve számos helynévben fennmaradt a szláv nyelvterületen, különösen a délszlávok körében, ilyen pl. Perunovac, Peruni Vrh, Perunicka Glava, Perunova ren. A középkorban még számos tölgy, erdő, falu viselte Perun nevét.
A krónikákban is megemlítik, hogy Kijevben a folyóba dobták Perun bálványát. Feltehetően ez nem egyszeri alkalom volt, hanem rendszeresen, a napéjegyenlőségek vagy napfordulók idején vízbe mártották az isten képmását és talán évente leúsztatták a folyón.

### A kultusz története

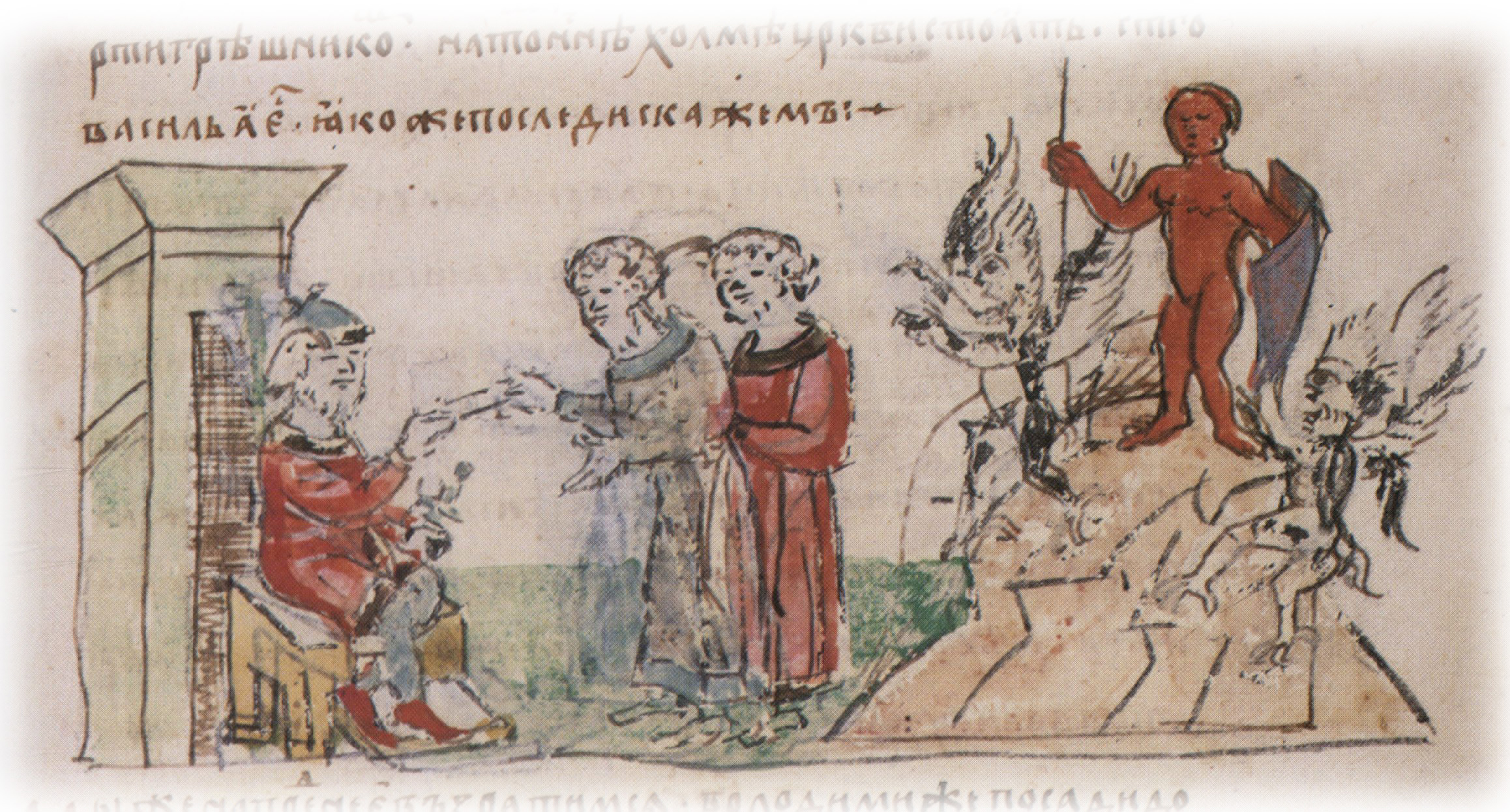

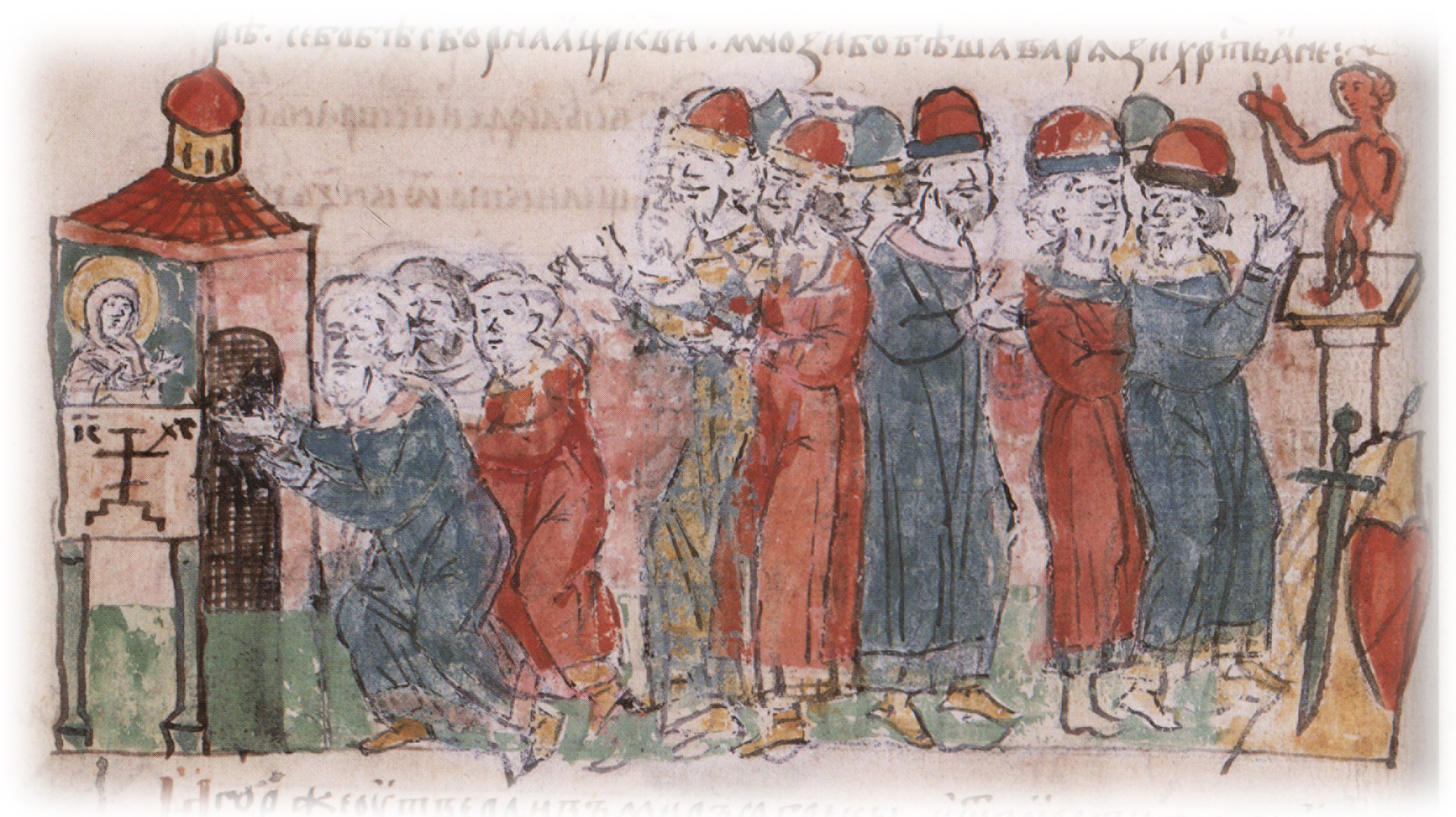

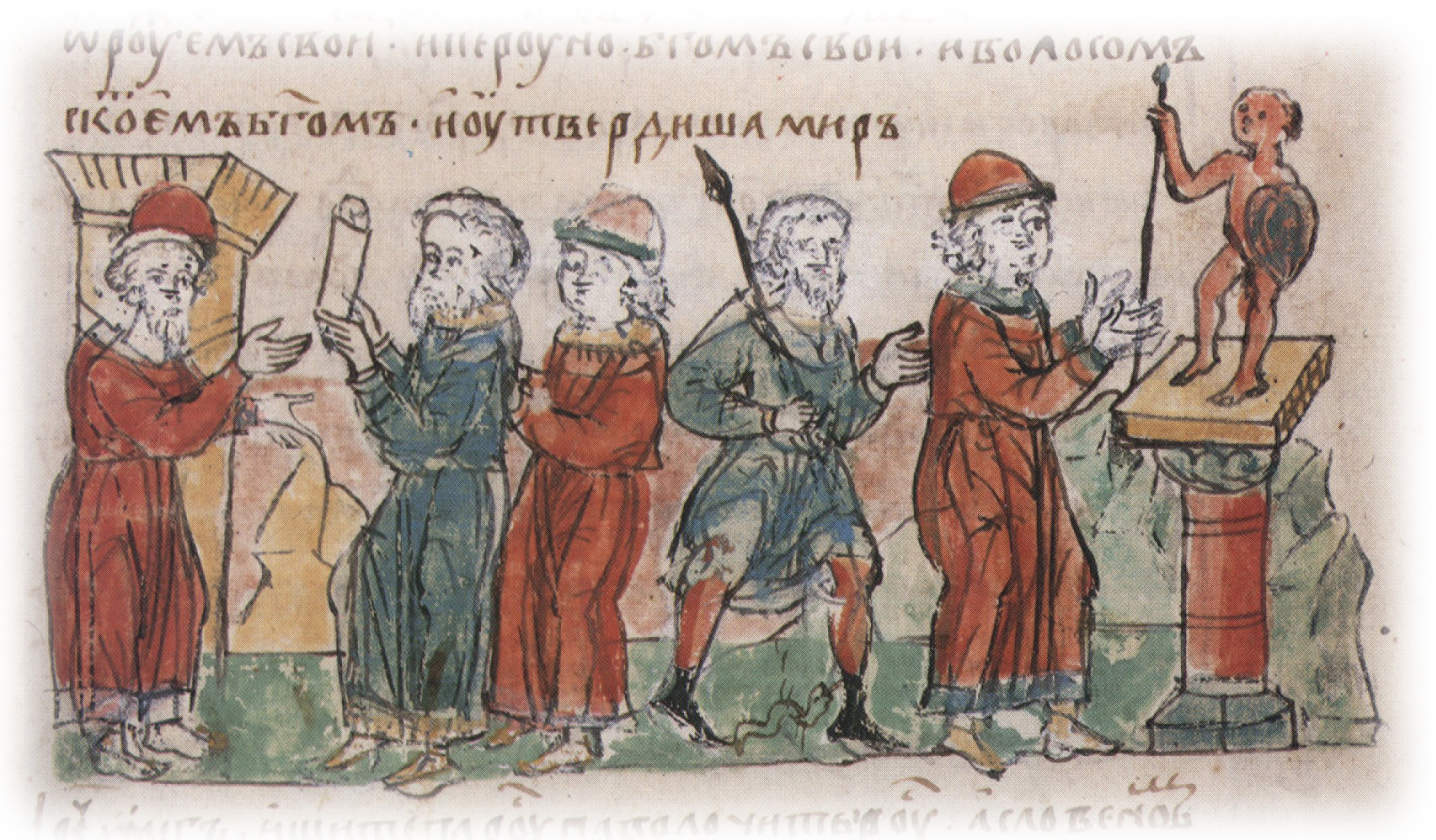
Perun bálványainak képe a Radziviłł-krónikában

Perun kultusza a balti és szláv törzsek kialakulásáig, vagyis az i. e. 1. évezredig vezethető vissza. Egyes kutatók szerint alakját a szlávok a baltiaktól kölcsönözték.
Az i. e. 5. század közepére a mai Ukrajna területén élő ősszlávok kialakítottak egy panteont, amelynek élén Szvarog állt; őt a szkíták Papaj néven ismerték. Perun ekkor még nem volt főisten. A zbrucsi bálványoszlop panteonjában Perun csak a harmadik Mokos és Lada istennők mögött; később pedig Lada és Velesz mögött. Egyes kutatók szerint Szvarog volt a főisten, aki azonban átadta a földi ügyek felügyeletét Perunnak; mások úgy vélik, hogy Rod (talán Szvarog másik neve) volt az istenek között az első. Az Adam Olearius által gyűjtött anyag szerint a Perun-kultusz egyik feladata az volt hogy tölgy mellett örök tüzet tápláljanak; ha kialudt, a felelőst kivégezték. Perun jelentősége a 6. században, a szlávok déli terjeszkedése idején nőtt meg.
Igor, Szvjatoszláv és Vlagyimir kijevi fejedelmek idején Perun (a harcosok, fegyverek, háborúk istene) már egyértelműen a panteon élén állt. Ő Veleszt, az állattartók védelmezőjét taszította le az első helyről. Lehetséges, hogy a kijevi uralkodók közül elsőként Oleg emelte a többi isten fölé Perunt és a monda szerint ezért, Velesz bosszúja miatt lelte halálát kígyómarás következtében. Ahogy a Kijevi Rusz egyre terjeszkedett, sikeres háborúkat vívott a kazárok és Bizánc ellen, a harcosok (és ezzel párhuzamusan védőistenük) tekintélye megnőtt. Vlagyimir keresztény hitre való áttérése előtt megpróbált létrehozni egy szervezett pogány vallást, melyben a panteon főbb alakjai Perun, Horsz, Dazsbog, Sztribog, Szimargl és Mokos voltak. Perun bálványán főisteni mivoltát aranyra festett bajusszal és ezüst szakállal jelezték. A fejedelem vallási reformja azonban ellenállást szült, amit Vlagyimir előbb erővel levert, majd még radikálisabb lépésre szánta el magát: áttért egy monoteista vallásra.

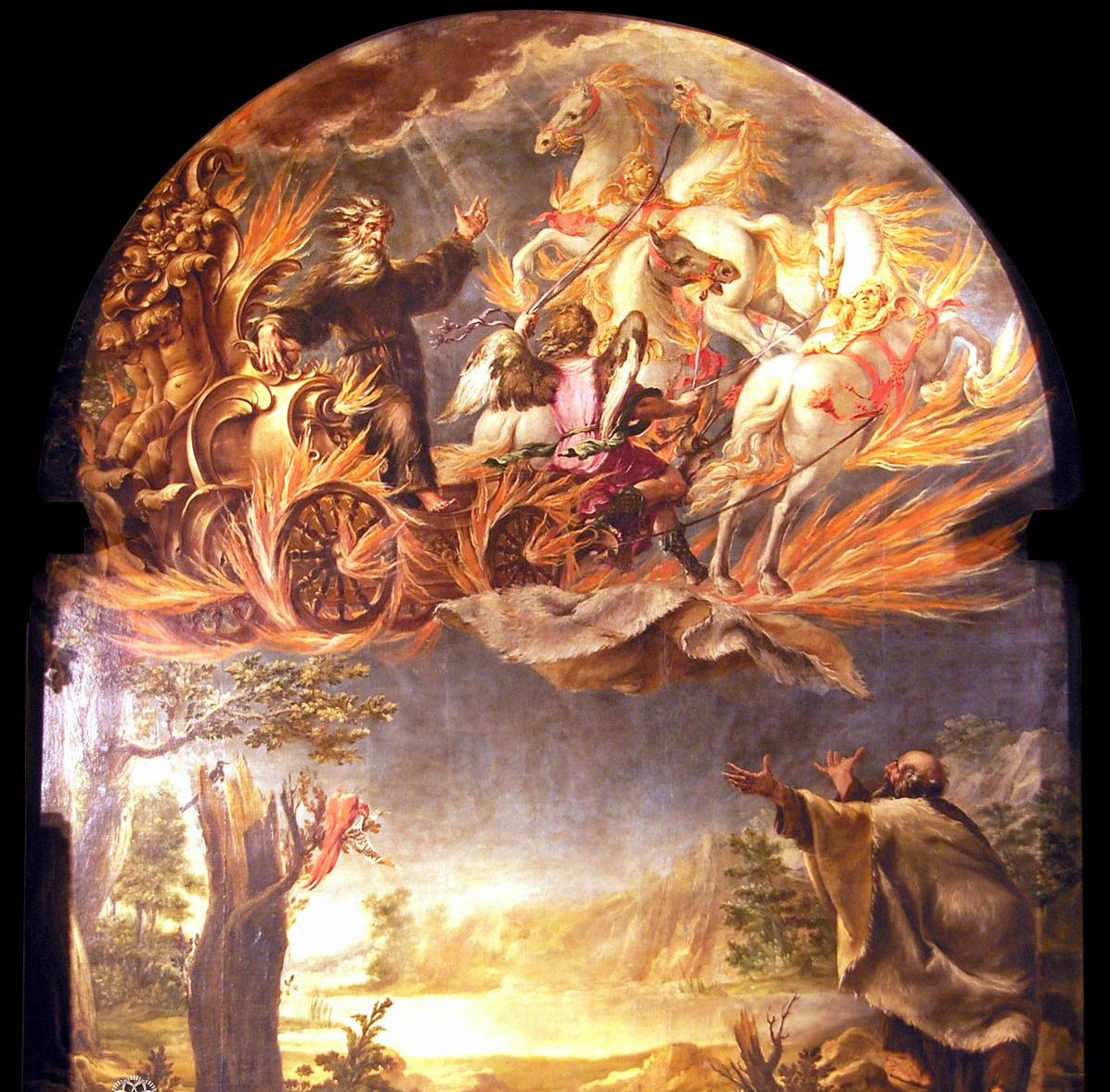
Illés prófétát az égbe ragadják egy tüzes szekéren (Juan de Valdés Leal képe, 17. sz.)

Bíborbanszületett Konstantin szerint mikor Vlagyimir 988-ban államvallássá tette a kereszténységet és parancsot adott, hogy a pogány bálványokat vessék a Dnyeperbe, Perun fából készült szobrát tömeg kísérte a folyó zúgójáig, ahol később létrejött Perunovo falu. A nagyfejedelem novgorodi alattvalói némileg ellenálltak a Vlagyimir-féle reformoknak. Bár 983-ban felállították Perun bálványát korábbi szeretett istennőjüknek (talán Lada) helyére, a keresztény fordulat után a helyszínen nem Illés prófétának (mint az általános volt), hanem Szűz Máriának szentelt templomot emeltek, melyben a Jézus anyjának szobra igencsak hasonlított a korábbi istennőére. A Kijevi Rusz nem-szláv lakossága is ellenállt az új vallás bevezetésének.
Perun egyik legnagyobb szentélye Bogit település mellett volt (a mai Ternopili területen). Az itteni szentélyeket a 9-10. században emelték, méretük elérte az 50–100 m-t. A belső térben egy 15 m-es, nyolcsugarú szerkezetet tártak fel. Perun novgorodi szentélye is hasonló volt ehhez..
Perun Illés prófétával való felváltása valószínűleg már jóval a Rusz hivatalos megtérése előtt megkezdődött, mivel a nemesség egy kis része már korábban megkeresztelkedett. Amikor 945-ben Igor nagyfejedelem szerződést kötött Bizánccal, a kijeviek Perunra esküdtek, a keresztények pedig Illés székesegyházában tették meg fogadalmukat. Szent György alakja is sokat átvett Perunéból: a sárkányölő hős, aki megmenti az elrabolt lányt és aki az égen a felhőket terelgeti. A hasonló párhuzamok miatt a pogány lakosság viszonyleg könnyen fogadta be a kereszténységet; számára csak a forma változott, hitének lényege ugyanaz maradt. Litvániában a régi istenek és tölgyek tisztelete jóval tovább, egészen a 16. század elejéig fennmaradt.

## Mítosza
A népmesékben fennmaradt mondaelemek segítségével részlegesen rekonstruálni lehet a Perunhoz kötődő mítoszokat. Neve a mesékben Perun, Perkunasz, Pjorun, Bog (isten), Illés próféta, Sárkányölő György; az orosz regékben Ilja (Illés) vagy Dobrinya. A történetekben Perun gyakran egy kígyóval, sárkánnyal, ördöggel vagy a gonosz Sárkány Tugarinnal küzd, aki különböző helyeken bújik el előle. A sztyeppei lovasnomádokkal hadakozó keleti szlávok esetében a kígyó vált a gonosz szinonimájává, így nevezték a nomád népeket is. A nyugati szlávoknál viszont a kígyó pozitív tulajdonságokat kapott, az égben lakott és az istent segítette; a gonosz szerepét itt a sárkány játszotta el. A hős a vihar istensége, aki egy hegyen, az égben a Nap és a Hold mellett, vagy egy háromosztatú fa tetején él. Ellenfele a fa tövében, a gyökerek közt lakik, fekete gyapjún fekszik. Utóbbi ellopja a marhákat és egy barlangban a szikla mögé rejti őket; majd elbújik egy ember, ló vagy tehén mögött, fa vagy kő alatt. A viharisten lovon vagy gyalog szétzúzza a fát villámával vagy pörölyével vagy elégeti; a követ széttöri. Győzelme után elered az eső, az ellenfél pedig a föld alatti vizekbe menekül.
Perunnak és ellenfelének analógiája számos eurázsiai népnél megtalálható. A szkítáknál is ismert volt a kígyóistennő. Héraklész (szkíta változatában Targitaosz) legyőzi a hüllőszörnyet. Az indiai Indra megküzd az ember-sárkány Vritrával, aki elrejtette előle a marhákat és a vizet. A görög mitológiában Zeusz harcol a kígyó Tüphónnal, Apollón Püthónnal; a mezopotámiai Marduk legyőzi a tengeri sárkányistennő Tiamatot; a hurri Tessub viharisten Illujanka sárkányt; az egyiptomi Rá Apóphiszt; a skandináv Thor Jörmungandrt.

## Írott források

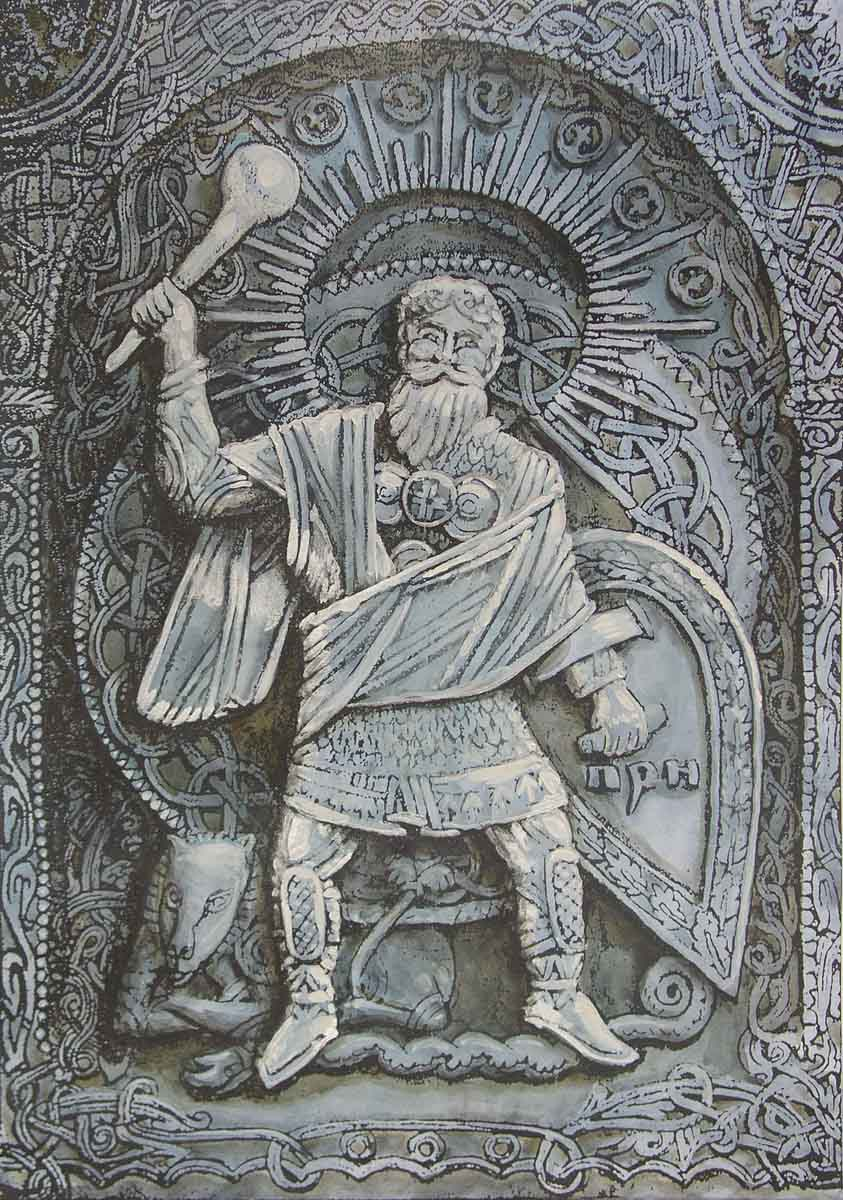
Perun (M. Presznyakov képe, 1998)

A 6. századi Kaiszareiai Prokopiosz leírja a szlávok vallását, ahol megemlíti a villámistent (bár nevét nem adja meg): "...Úgy hiszik, hogy csak Isten, a villámok teremtője, uralkodik minden fölött és bikát áldoznak neki és más szent szertartásokat végeznek számára."
A pogányellenes "Vlagyimir bálványairól"-ban így írnak: "Vegyük elsőnek a legfontosabb bálványt. Perun, a mennydörgés, villámlás és viharfelhők istenének nevében, ember formában állították a Buricsev folyó fölötti dombon. Testét ügyesen faragták ki egy fatörzsből és fejét ezüsttel, fülét arannyal, lábát vassal borították be; a fülétől kezdve ezüsttel. Kezeiben követ tartott, melyet fénylő rubinokkal és karbunkulusokkal díszítettek… «
A 13. századi "Fájdalmas Szűzanya eljövetele" szerint Perun, Trojan, Horsz és Velesz valamikor emberek voltak, akiket aztán az emberek istenként kezdtek tisztelni. Ugyanezt állítja a 16. századi "A Szent apostolok igéi és kinyilatkoztatásai" is.
A 9–13. századi arab utazók leírták a szlávok szokásait, bár a velük kapcsolatos istenneveket nem adják meg. Gyakran tűzimádóknak nevezik őket. A 13. századi cseh "Mater Verborum" kódex Perunt Jupiterhez hasonlítja.
Az Elmúlt idők krónikájában Oleg fejedelem és hadserege 907-ben Perunra és Veleszre esküszik, amikor békét kötnek a bizánci császárral. Egy újabb békekötéskor 945-ben Igor fejedelem és harcosai fegyvereiket, pajzsaikat, valamint aranyat raknak Perun bálványára. 980-ben Vlagyimir fejedelem idejében Perun a kijevi állam főistene és az állami egység szimbóluma. Bálványa Kijev egyik dombján állt: fából készült, lába vassal, feje ezüsttel, bajusza arannyal volt borítva. A krónika szerint embereket is áldoztak az istennek.
A husztinyai krónika megemlíti, hogy Perun tiszteletére örök tüzet égettek egy tölgyfánál és a tűz kioltását halállal büntették. Leírja azt is hogyan dobták a folyóba az isten jelképét Kijevben és Novgorodban.
Bíborbanszületett Konstantin bizánci császár leírja, hogy a Konstantinpolyba tartó szlávok a szent tölgyük alatt baromfit, kenyeret és húst áldoztak.

## Fordítás
- Ez a szócikk részben vagy egészben  a(z)   Перун című ukrán Wikipédia-szócikk ezen változatának fordításán alapul.  Az eredeti cikk szerkesztőit annak laptörténete sorolja fel. Ez a jelzés csupán a megfogalmazás eredetét és a szerzői jogokat jelzi, nem szolgál a cikkben szereplő információk forrásmegjelöléseként.